# ФК Партизан Минск
ФК Партизан (блр. ФК Партызан) је белоруски фудбалски клуб из Минска, који се такмичи у Премијер лиги Белорусије.

## Историја
Клуб је основан као МТЗ-РИПО у 2002. Настао је спајањем две екипе друголигашке екипе из Минска - ФК Трактор Минск, клуб са 55-годишњој историји, и Трудовие Резерви-РИПО, фудбалска академија који је по оснивању само једну сезону провео у Другој лиги. Обједињавањем је дозвољено да нови тим има своју школу фудбала за ангажовање младих играча, као и финансијског спонзора Трактор радови из Минска, главни спонзора Трактор Минску.
МТЗ-РИПО Минск започео је да игра у Другој лиги у 2002. У својој првој сезони клуб је завршио као први, а затим је првак и Прве лиге у 2003. Од 2004. игра у Премијер лиги Белорусије.
Пре почетка сезоне 2010. објавио је промену имена, а 27. јануара је објављено ново име ФК Партизан Минск.

## Успеси клуба
- Куп Белорусије (2)

2005, 2008

## Партизан у лигашким и куп такмичењима Белорусије
| Сезона | Лига     | Плас. | Играо | Добио | Нерешио | Изгубио | Гол раз. | Бод. | Куп Белорусије | Белешка    |
| ------ | -------- | ----- | ----- | ----- | ------- | ------- | -------- | ---- | -------------- | ---------- |
| 2002   | Друга    | 1     | 24    | 22    | 2       | 0       | 102:21   | 68   |                | Промовисан |
| 2003   | Прва     | 2     | 311   | 22    | 4       | 5       | 64:17    | 70   | 32 екипе       | Промовисан |
| 2004   | Премијер | 14    | 312   | 7     | 9       | 15      | 36:57    | 30   | 16 екипа       |            |
| 2005   | Премијер | 3     | 26    | 16    | 1       | 9       | 43:30    | 49   | Победник       |            |
| 2006   | Премијер | 4     | 26    | 16    | 3       | 7       | 54:24    | 51   | 16 екипа       |            |
| 2007   | Премијер | 5     | 26    | 11    | 9       | 6       | 32:25    | 42   | Четвртфинале   |            |
| 2008   | Премијер | 3     | 30    | 17    | 6       | 7       | 65:37    | 57   | Победник       |            |
| 2009   | Премијер | 11    | 26    | 8     | 6       | 12      | 34:38    | 30   | Четвртфинале   |            |
| 2010   | Премијер |       |       |       |         |         |          |      | Четвртфинале   |            |

- 1 Укључујући додатне игре (1:2) пораз од Локомотива Витебск за 1. место.
- 2 Укључујући додатне игре (4:1) победа Локомотива Витебск за 14. место.

## ФК Партизан у европским такмичењима
Стање 30. јун 2010
| Сезона  | Такмичење        | Коло       | Резултат | Држава    | Екипа             | Дом. | Гост        | УЕФА коеф. |
| ------- | ---------------- | ---------- | -------- | --------- | ----------------- | ---- | ----------- | ---------- |
| 2005/06 | УЕФА куп         | 1 коло кв. | 3:2      | Мађарска  | Ференцварош       | 2:0  | 1:2         | 1,5        |
|         |                  | 2 коло кв. | 0:11     | Чешка     | Телице            | 0:5  | 0:6         | 1,5        |
| 2006    | Интертото куп    | 1 коло     | 8:2      | Казахстан | Шахтјор Караганда | 5:1  | 3:1         | 0,0        |
|         |                  | 2 коло     | 0:3      | Русија    | Москва            | 0:2  | 0:1         | 0,0        |
| 2008/09 | УЕФА куп         | 1 коло кв. | 2:3      | Словачка  | ФК Жилина         | 2:2  | 0:1         | 0,5        |
| 2009/10 | УЕФА Лига Европе | 1 коло кв. | 3:2      | Црна Гора | Сутјеска Никшић   | 1:1  | 2:1 (прод.) | 1,5        |
|         |                  | 2 кло кв.  | 1:5      | Украјина  | Металург Доњецк   | 0:3  | 1:2         | 1,5        |

Укупни УЕФА коефицијент: 3,5